# Finnmark
Finnmark ou Finamarca (aportuguesado) é um dos 15 condado da Noruega, com 48 649 km² de área e 73 812 habitantes (2008). O condado está localizado no extremo norte do país, e faz fronteira com o condado de Troms, a Finlândia (Lapônia finlandesa), e a Rússia (Murmansk).

Foi abolido em 1 de janeiro de 2020, sendo então fundido com o antigo condado de Troms para formar o novo condado de Troms og Finnmark.

Em 1 de janeiro de 2024, o condado de Troms og Finnmark foi dissolvido, e Troms e Finnmark passaram a ser condados próprios.

## Comunas
O condado de Finnmark abrange as seguintes comunas, desde a Reforma Regional da Noruega em 2024:

|  | - Alta (Finnmark) - Båtsfjord - Berlevåg - Gamvik - Hammerfest - Hasvik - Kautokeino - Karasjok - Lebesby - Loppa - Måsøy - Nordkapp - Porsanger - Sør-Varanger - Tana (Finnmark) - Vardø - Vadsø |